# LEN European Cup 1989-1990
La LEN European Cup 1989-1990 è stata la ventisettesima edizione del massimo trofeo continentale di pallanuoto per squadre europee di club.
La fase finale è stata disputata a eliminazione diretta.
Il Mladost Zagabria ha conquistato la sua quinta coppa, a diciotto anni di distanza dall'ultima affermazione, sconfiggendo in finale i campioni uscenti dello Spandau Berlino.

## Quarti di finale
| Qualificate       |             |
| - Catalunya       | - Mladost   |
| - CSKA Sofia      | - Posillipo |
| - CSK VMF Mosca   | - Spandau   |
| - Dinamo Bucarest | - Vasas     |

| Andata | Andata                    | Andata |
| Data   | Gara                      | Ris.   |
| ------ | ------------------------- | ------ |
| ?      | Catalunya - Vasas         | 5-6    |
| ?      | CSKA Sofia - Mladost      | 8-11   |
| ?      | CSK VMF Mosca - Posillipo | 13-11  |
| ?      | Spandau - Dinamo Bucarest | 13-9   |

| Ritorno | Ritorno                   | Ritorno | Ritorno |
| Data    | Gara                      | Ris.    | Tot.    |
| ------- | ------------------------- | ------- | ------- |
| ?       | Vasas - Catalunya         | 6-6     | 12-11   |
| ?       | Mladost - CSKA Sofia      | 15-11   | 26-19   |
| ?       | Posillipo - CSK VMF Mosca | 8-9     | 19-22   |
| ?       | Dinamo Bucarest - Spandau | 10-11   | 19-24   |

## Semifinali
| Andata | Andata                  | Andata |
| Data   | Gara                    | Ris.   |
| ------ | ----------------------- | ------ |
| ?      | Mladost - Vasas         | 10-4   |
| ?      | CSK VMF Mosca - Spandau | 7-10   |

| Ritorno | Ritorno                 | Ritorno | Ritorno |
| Data    | Gara                    | Ris.    | Tot.    |
| ------- | ----------------------- | ------- | ------- |
| ?       | Vasas - Mladost         | 7-9     | 11-19   |
| ?       | Spandau - CSK VMF Mosca | 7-8     | 17-15   |

## Finale
| Andata    | Andata            | Andata |
| Data      | Gara              | Ris.   |
| --------- | ----------------- | ------ |
| 18.11.89' | Spandau - Mladost | 10-9   |

| Ritorno   | Ritorno           | Ritorno | Ritorno |
| Data      | Gara              | Ris.    | Tot.    |
| --------- | ----------------- | ------- | ------- |
| 26.11.89' | Mladost - Spandau | 11-9    | 20-19   |

### Campioni
- Mladost Campione d'Europa:

Andrija Popović, Mladen Miškulin, Dubravko Šimenc, Igor Milanović, Damir Vincek, Mladen Erjavec, Milorad Damjanić, Perica Bukić, Ladislav Vidumansky, Josip Vezjak, Tomaž Lašič, Krešimir Rukavina, Ratko Štritof, Dario Kobeščak.

## Fonti
- (EN)  LEN, The Dalekovod Final Four - Book of Champions 2011, 2011 (versione digitale)